# Opus Fundatum Latinitas
L'Opus Fundatum Latinitas (in italiano Fondazione Latinitas) è stata una fondazione della Curia romana istituita nel 1976 da papa Paolo VI per favorire lo studio, l'uso e la diffusione della lingua latina. È stata soppressa da papa Benedetto XVI nel 2012 con il Motu proprio Latina lingua, con la quale è stata sostituita dalla Pontificia accademia di latinità.

## Obiettivi
La fondazione, istituita da Paolo VI con il chirografo pontificio Romani sermonis del 30 giugno 1976, aveva i seguenti obiettivi:
1. favorire e promuovere lo studio della lingua latina, della letteratura classica e cristiana e del latino medioevale;
2. uso e diffusione della lingua latina mediante pubblicazione di testi in latino e con altre vie appropriate.

## Attività
Le principali attività dell'Opus Fundatum Latinitas erano:
- la pubblicazione della rivista trimestrale Latinitas, scritta rigorosamente in latino, tratta sia temi culturali di vario genere (letteratura, filologia, storia, scienze ed altre discipline) che di attualità tramite la rubrica detta Diarium Latinum. Attualmente la rivista non è disponibile on-line ma solo in versione cartacea.
- l'organizzazione del Certamen Vaticanum, un concorso internazionale annuale di poesia e prosa in lingua latina su argomenti scelti sia dall'ambito classico che di attualità;
- l'organizzazione di corsi intensivi di lingua latina;
- l'istituzione di congressi, conferenze e discussioni su vari temi della cultura latina;
- lo sviluppo di neologismi latini e la loro divulgazione attraverso il Lexicon Recentis Latinitatis, un vocabolario contenente oltre 15 000 nuovi termini latini sviluppato con il supporto di esperti di tutto il mondo. L'ultima edizione del vocabolario è del 2003.[4]
- l'organizzazione delle Feriae Latinae, dei seminari annuali svolti in vari paesi del mondo su argomenti di attualità che si tengono esclusivamente in lingua latina.

## Presidenti
- Carlo Egger, C.R.S.A. (1977-1997)
- Anacleto Pavanetto, S.D.B. (1997-2008)
- Antonio Salvi, O.F.M.Cap. (2008-2012)